# Бел Еглиз
Бел Еглиз (фр. Belle-Église) насеље је и општина у североисточној Француској у региону Пикардија, у департману Оаза која припада префектури Санлис.
По подацима из 2011. године у општини је живело 592 становника, а густина насељености је износила 75,61 становника/km². Општина се простире на површини од 7,83 km². Налази се на средњој надморској висини од 49 метара (максималној 167 m, а минималној 37 m).

## Демографија
| 1962. | 1968. | 1975. | 1982. | 1990. | 1999. | 2011. |
| ----- | ----- | ----- | ----- | ----- | ----- | ----- |
| 388   | 406   | 430   | 449   | 503   | 561   | 592   |

График промене броја становника у току последњих година